# Anton Grasser
Anton Grasser (11 de novembro de 1891 - 3 de novembro de 1976) foi um oficial alemão que serviu no Deutsches Heer durante a Segunda Guerra Mundial. Foi condecorado com a Cruz de Cavaleiro da Cruz de Ferro com Folhas de Carvalho.

## Condecorações
| Cruz de Ferro (1914) 2ª Classe                                   | 18 de junho de 1915    |
| Cruz de Ferro (1914) 1ª Classe                                   | 6 de junho de 1916     |
| Distintivo de Feridos (1914) em Preto                            |                        |
| Distintivo de Feridos (1914) em Prata                            |                        |
| Cruz de Honra da Guerra Mundial 1914/1918                        | 1 de julho de 1935     |
| Cruz de Ferro (1939) 2ª Classe                                   | 21 de maio de 1940     |
| Cruz de Ferro (1939) 1ª Classe                                   | 8 de junho de 1940     |
| Medalha da Frente Oriental                                       | 22 de agosto de 1942   |
| Distintivo da infantaria de assalto                              |                        |
| Cruz Germânica em Ouro                                           | 11 de março de 1943    |
| Cruz de Cavaleiro da Cruz de Ferro                               | 16 de junho de 1940    |
| Cruz de Cavaleiro da Cruz de Ferro com Folhas de Carvalho nº 344 | 5 de dezembro de 1943  |
| Mencionado na Wehrmachtbericht                                   | 23 de setembro de 1943 |
| Grande Cruz da Ordem do Mérito da República Federal da Alemanha  | 1953                   |